# Сахват-Балатах
Сахват-Балатах (англ. Sahwat Balatah, араб. سهوة بلاطة) — поселення в Сирії, що складає невеличку друзьку общину в нохії Ес-Сувейда, яка входить до складу однойменної мінтаки Ес-Сувейда в південній сирійській мухафазі Ес-Сувейда.